# CSMA/CD
L'accés múltiple amb sentit de portadora amb detecció de col·lisions (amb acrònim anglès CSMA/CD) és un mètode de control d'accés mitjà (MAC) utilitzat sobretot en les primeres tecnologies Ethernet per a xarxes d'àrea local. Utilitza la detecció de portadora per ajornar les transmissions fins que no transmetin cap altra estació. S'utilitza en combinació amb la detecció de col·lisions en la qual una estació de transmissió detecta col·lisions detectant transmissions d'altres estacions mentre transmet una trama. Quan es detecta aquesta condició de col·lisió, l'estació deixa de transmetre aquesta trama, transmet un senyal d'embús i després espera un interval de temps aleatori abans d'intentar tornar a enviar la trama.
CSMA/CD és un protocol que opera a la capa d'enllaç de dades (capa 2) del model OSI.
CSMA/CD és una modificació de l'accés múltiple amb detecció de portadora (CSMA). CSMA/CD s'utilitza per millorar el rendiment del CSMA acabant la transmissió tan bon punt es detecta una col·lisió, escurçant així el temps necessari abans que es pugui intentar un nou intent.
Amb la creixent popularitat dels commutadors Ethernet a la dècada de 1990, IEEE 802.3 va deixar els repetidors Ethernet el 2011, fent que el funcionament CSMA/CD i semidúplex fos menys habitual i menys important.
El procediment següent s'utilitza per iniciar una transmissió. El procediment s'ha completat quan la trama es transmet correctament o es detecta una col·lisió durant la transmissió.
1. Està una trama llest per a la transmissió? Si no, esperar una trama.
2. El mitjà està inactiu? Si no, esperar fins que estigui llest.
3. Començar a transmetre i controlar la col·lisió durant la transmissió.
4. S'ha produït una col·lisió? Si és així, anar al procediment de col·lisió detectada.
5. Reiniciar els comptadors de retransmissió i completar la transmissió de trames.

El procediment següent s'utilitza per resoldre una col·lisió detectada. El procediment s'ha completat quan s'inicia la retransmissió o s'avorta la retransmissió a causa de nombroses col·lisions.
1. Continuar la transmissió (amb un senyal d'embús en comptes de la capçalera/dades/CRC de trama) fins que s'arribi al temps mínim del paquet per assegurar que tots els receptors detectin la col·lisió.
2. Increment del comptador de retransmissions.
3. S'ha assolit el nombre màxim d'intents de transmissió? Si és així, avortar la transmissió.
4. Calcular i esperar el període de retrocés aleatori en funció del nombre de col·lisions.
5. Tornar a entrar al procediment principal a l'etapa 1.